# Волосовичи (Рогачёвский район)
Воло́совичи (бел. Валосавічы) — деревня в Журавичском сельсовете Рогачёвского района Гомельской области Беларуси.

## География

### Расположение
В 39 км на северо-восток от районного центра и железнодорожной станции Рогачёв (на линии Могилёв — Жлобин), 97 км от Гомеля. На севере и западе граничит с лесом.

### Гидрография
На реке Долгая (приток реки Гутлянка).

## Транспортная сеть
Транспортные связи по просёлочной, затем автомобильной дороге Довск — Славгород). Планировка состоит из прямолинейной меридиональной улицы, на запад от которой, за рекой, короткая меридиональная и более длинная широтная улицы. Застройка двусторонняя, неплотная, деревянная, усадебного типа.

## История
Обнаруженный археологами курганный могильник (54 насыпи, в 1,5 км на север от деревни) свидетельствует о заселении этих мест с давних времён.
После 1-го раздела Речи Посполитой (1772 год) в составе Российской империи, владение подстаросты войск польских полковника Акима (Ефима) Михайловича Юдицкого. В XVIII веке здесь начало работать производство по изготовлению стекла. В XIX веке административно в Довской волости Рогачёвского уезда Могилёвской губернии.
В 1824 году произошли волнения крестьян против владельцев деревни помещиков Борисевичей. С 1878 года по праву наследства владение помещицы Марии Степановны Стаховской (дочь Степана Леонтьевича Борисевича), которой в 1882 году в этом имении  принадлежало 575 десятин земли.
В 1931 году организован колхоз «Дружба». Во время Великой Отечественной войны 16 жителей погибли на фронте.

## Население
- 1777 год — 108 христиан и 5 иудеев мужского пола;
- 1838 год — 44 двора;
- 1959 год — 327 жителей (согласно переписи);
- 2004 год — 8 хозяйств, 13 жителей;
- 2019 год — 1 хозяйство, 1 житель[4].